# Ron Dewar
Ron Dewar (22 juli 1941 - 4 januari 2024) was een Amerikaanse jazzsaxofonist. Hij heeft getoerd en opgenomen met veel bekende muzikanten, waaronder Elvis Presley, Clark Terry, Sarah Vaughan en Louis Bellson. Tijdens de jaren 1970 was Dewar de leider van de traditionele jazzband The Memphis Nighthawks. Memphis Nighthawks-opnamen omvatten de albums Jazz Lips bij Delmark Records en Live at the Stabilizer.

## Biografie
Dewar begon zijn carrière aan het eind van de jaren 1950 en begin jaren 1960 aan de Universiteit van Illinois te Urbana-Champaign. Ron was een bekende solist bij de U of I Big Band onder leiding van John Garvey, die naar de Sovjet-Unie reisde tijdens een door het United States Department of State gesponsorde tournee. Muzikale verbindingen uit die tijd zijn onder meer trompettist/componist Jim Knapp, drummers Charlie Brougham en Joel Spencer, bassist Kelly Sill, pianist/componist Jim McNeely, kornettist Guy Senese, Cecil, Ron en Dee Dee Bridgewater, pianisten Denny Zeitlin en Donny Heitler, trompettist Art Davis, drummer George Marsh, saxofonist Ed Petersen en nog veel meer.
Tijdens de jaren 1970 ontwikkelde Ron een passie voor de muziek van New Orleans tijdens het spelen met traditionele jazzspelers in Chicago, zoals Doc Kittrell (trompet) en Roy Rubenstein (trombone). Hij bestudeerde de klarinettisten Omer Simeon, Johnny Dodds, Barney Bigard en Sydney Bechet uit New Orleans en verwerkte hun stijlen in zijn spel en speelde soms zelfs een oudere Albert stijlklarinet. Hij verdiepte zich in de opnamen van Jelly Roll Morton en de vroege King Oliver-opnamen met Louis Armstrong op de tweede cornet. Hij arrangeerde veel van deze nummers voor de Memphis Nighthawks en inspireerde veel andere spelers om deze muziek na te streven.
Tijdens de jaren 1980 voegden Ron en drummer Phil Gratteau zich bij de Braziliaanse artiesten Breno en Neusa Sauer en Paulinho Garcia in de Chicago-band Made in Brazil. In 1984 namen ze Tudo Joia op voor Pausa Records, een mix van hedendaagse bossa en samba met een jazzsmaak. Dewar is ook te horen als solist op opnamen als In a Mellow Tone met het Thomas Gunther Trio en als ensemble-lid op opnamen van de moderne componist-dirigent Salvatore Martirano. Hij is momenteel actief als speler en leraar in de omgeving van Chicago.